# Zaaizaad
Zaaizaad is het zaad dat bestemd is voor het zaaien van cultuurgewassen. Zaaizaad moet meestal raszuiver zijn. Ook bestaan er gemengde zaaizaadmengsels van soorten en/of rassen voor bijvoorbeeld de inzaai van grasland en gazons.
Zaaizaad moet naast een voldoende kiemkracht ook een voldoende kiemenergie hebben. Verder moet het vrij zijn van plantenziekten, schadelijke organismen en onkruidzaden. Zaaizaad wordt daarom vaak ontsmet.
Verscheidene plantenziekten kunnen met het zaad overgaan. In vroeger tijden was moederkoorn hier een berucht voorbeeld van. Moederkoorn en steenbrand komen nog voor als het zaaizaad niet ontsmet wordt. Vetvlekkenziekte op boon is een voorbeeld bij een groentegewas.
Voor de keuring van zaaizaad zijn er de Nederlandse Algemene Keuringsdienst voor zaaizaad en pootgoed van landbouwgewassen en Naktuinbouw.
Naast zaaizaad is er plantgoed voor vegetatieve vermeerdering, zoals pootaardappelen.

## Wettelijk kader
Wettelijk is het in het verkeer brengen (verhandelen) van zaaizaad geregeld in de Zaaizaad- en Plantgoedwet (ZPW) en in de Europese richtlijnen.

## Vermeerdering
Bij de vermeerdering van zaaizaad wordt uitgegaan van kwekerszaad, dat vermeerderd wordt tot pre-basiszaad en pre-basiszaad wordt vermeerderd tot gecertificeerd zaad. Gecertificeerd zaad wordt vermeerderd tot gecertificeerd zaad eerste generatie en dat weer tot tweede generatie. Daarnaast is er nog handelszaad.
Bij de vermeerdering is de zaaizaadfactor van belang. Bij bijvoorbeeld granen en bonen is deze laag, maar bij tabak zeer hoog.